# Ommatius fuscus
Ommatius fuscus är en tvåvingeart som beskrevs av Joseph och Parui 1985. Ommatius fuscus ingår i släktet Ommatius och familjen rovflugor. Inga underarter finns listade i Catalogue of Life.